# بنی یلمان
بنی یلمان (به عربی: بنی یلمان) یک شهرداری در الجزایر است که در استان مسیله واقع شده‌است. بنی یلمان ۷٬۴۷۸ نفر جمعیت دارد.